# Wieger Mensonides
Wieger Emile Mensonides (Hága, 1938. július 12. –) olimpiai és Európa-bajnoki bronzérmes holland úszó.
200 méteres mellúszásban olimpiai bronzérmet szerzett az 1960. évi nyári olimpiai játékokon, Rómában.
Negyven évig ő volt az egyetlen holland úszó, aki olimpiai érmet szerzett, ezt a sorozatot Pieter van den Hoogenband törte meg 2000-ben.